# Rumlestriber
Rumlestriber eller rumleriller er enten forhøjede striber på vejbanen eller fordybninger i vejbanen.
Formålet med brugen af rumlestriber er at stimulere bilisternes opmærksomhed ved brug af lyd og vibrationer. 
Rumlestriber bruges både i selve køresporet, langs kørebanens kantlinjer og midtlinjer.
Rumlestriber på tværs af selve køresporet anvendes typisk på steder, hvor bilisterne skal ned i hastighed. Det vil sige ved indkørsel til en by fra åbent land, op til stopsignaler ved kryds uden for byer og lignende.
Forhøjede rumlestriber udføres enten som termoplast, der ved opvarmning påklistres kørebanen, eller i form af påsatte forhøjede elementer af anden art.
Formtrykte rumlestriber laves i den varme asfalt under udlægning af slidlag før det køler ned. De formes ved brug af en tromle forsynet med en bjælke, der presses ned i den bløde overflade. 
Nedfræsede rumlestriber eller rumleriller skæres ned i den eksisterende vejbelægning ved brug af en roterende tromle forsynet med skærehoved. Udskæringerne placeres vinkelret på køreretningen.